# Natuurfilm
Een natuurfilm is een speelfilm of documentaire, waarin een of meer delen van de natuur, in de zin van "al wat leeft, met uitzondering van de mens", op een of andere manier centraal staat.
In de praktijk is de natuurdocumentaire het meest treffende voorbeeld. Dieren en planten in hun natuurlijke omgeving worden hierin bestudeerd. De films van David Attenborough, Bert Haanstra, Jacques Cousteau en de natuurdocumentaires van Walt Disney zijn de bekendste films in dit genre. 
Animatiefilms zoals Bambi, Watership Down en De Leeuwenkoning spelen zich ook in de natuur af. 

## De mens in natuurfilms
De meeste natuurfilms focussen zich op dieren als protagonisten. Bossen, oerwouden, oceanen, savannes, bergen, toendra's, grasvelden, ijsvlaktes, ... vormen meestal het decor. De mens is meestal slechts een toerist in de omgeving, of zelfs de vijand die de natuur komt verwoesten. Toch kan een natuurfilm zich ook focussen op mensen die in deze natuurlijke omgeving wonen. 

## Festival
In 2003 vond het eerste Nederlandse Natuurfilm Festival plaats onder de naam "Grasduinen Natuurfilm Festival". Het aanbod hier bestond voor een aanzienlijk deel uit natuurdocumentaires. 
Vanaf 2015 wordt in Rotterdam jaarlijks het "Wildlife Film Festival Rotterdam" (WFFR) gehouden. WFFR is het enige filmfestival in Nederland dat speciaal gericht is op het vertonen van films over de natuur, het milieu, biodiversiteit en klimaatverandering. WFFR is het initiatief gestart om nieuwe natuurfilms die jaarlijks wereldwijd worden gemaakt een podium te bieden in Nederland en om bewustwording bij het algemene publiek over de natuur te vergroten. De eerste editie van het festival vond in 2015 plaats in filmtheater Cinerama. Deze editie trok 2.100 bezoekers. Dit aantal groeide jaarlijks, met een recordaantal van 27.000 bezoekers in 2024. 